# Damita Jo
Damita Jo, artistnamn för Damita Jo DeBlanc, född  5 augusti 1930 i Austin i Texas, död 25 december 1998 i Baltimore i Maryland, var en amerikansk sångerska.

## Biografi
Damita Jo föddes i Austin i Texas men växte huvudsakligen upp i Santa Barbara, Kalifornien.
Hon singeldebuterade 1950 på skivbolaget Discovery Records med låten "Until the Real Thing Comes Along" utan framgång. Nästa singel "How Can I Live" (1951) nådde inte heller någon framgång. Efter att i slutet av 1951 ha slagit sig samman med den Los Angeles-aktiva R&B-gruppen Steve Gibson & the Red Caps sjöng hon bland annat på deras singlar "I'm to Blame" och "I Went to Your Wedding" (1952). Efter ett femårig förhållande med Steve Gibson lämnade hon både honom och bandet 1959.
Efter att ha tilldelats ett skivkontrakt hos Mercury Records av producenten Shelby Singleton utgavs singeln "It Takes a Little Loneliness" (skriven av Steve Allen), som trots uppbackning från ett framträdande i Allens TV-program inte blev en hit.
Damita Jo slog igenom med den miljonsäljande svarsången "I'll Save The Last Dance For You" (1960), vilken var ett svar till The Drifters Save the Last Dance for Me (1960). Uppföljaren var även den en svarssång till en Ben E. King-låt; "I'll Be There" (1961) (svar till Ben E. Kings Stand By Me (1961)) nådde 12:e-platsen på Billboardlistan. De efterföljande singlarna, däribland "I Had Someone Else Before I Had You" och "I'll Get Along Somehow", floppade, vilket fick Mercury att säga upp hennes kontrakt.
Damita Jo hade en mindre hit hos Epic Records med Jacques Brel-bearbetningen "If You Go Away" (1965).
1968, efter utgivningen av albumet "Miss Damita Jo" på det lilla skivbolaget Ranwood Records, började Damita Jo ägna sig åt nattklubbsframträdanden, till vilka hon senare inarbetade stand-up-inslag. 1977 turnerade Damita Jo med ståuppkomikern Red Foxx samt uppträdde med understöd av Ray Charles, Count Basie och Lionel Hampton. 1984 lämnade hon nattklubbsturnerandet och gick över till att enbart sjunga gospel. Damita Jo avled på juldagen 1998 vid 68 års ålder.

## I Sverige
I början av 1960-talet hade Damita Jo ett antal hits i Sverige.

### PåRadio NordsTopp 20[4]
- "Dance With A Dolly (With A Hole In Her Stocking)" (1961)[5] (13 veckor)
- "Do What You Want" (11 veckor)
- "I'll Be There" (1961) (1 vecka)

## Diskografi
- Diskografi 1950-1985